# Glen Morgan
Pour les articles homonymes, voir Morgan.
Glen Morgan est un scénariste, producteur et réalisateur américain né le 12 juillet 1961 à Syracuse (New York).

## Biographie
Glen Morgan est né le 12 juillet 1961 à Syracuse (New York) avec son frère cadet Darin. Sa famille déménage à San Diego alors qu'il a quatorze ans. Deux ans plus tard, il se lie d'amitié avec James Wong. Il étudie ensuite à l'université Loyola Marymount et en sort diplômé en cinéma en 1983.
Après quelques années passés comme assistants de production, James Wong et lui sont engagés par la compagnie de Stephen J. Cannell et écrivent des scénarios pour les séries télévisées 21 Jump Street et L'As de la crime. Déçus par le tour pris par cette série, ils quittent Cannell en 1993 et rejoignent l'équipe de scénaristes d'une nouvelle série, X-Files.
Morgan et Wong cosignent le scénario de certains des épisodes les plus marquants des deux premières saisons, tels que Compressions, Projet Arctique, Le Message, Le Retour de Tooms, Coma et La Main de l'enfer, leur style exerçant une influence importante sur l'évolution de la série. Ils deviennent des collaborateurs primordiaux de Chris Carter et contribuent à étoffer les personnages de Mulder et Scully. Ils quittent X-Files au milieu de la deuxième saison pour créer leur propre série, Space 2063, mais celle-ci est un échec et ne dure qu'une saison. Morgan et Wong reviennent donc sur X-Files pour la quatrième saison de cette série et écrivent notamment les épisodes La Meute, l'un des plus acclamés mais aussi l'un des plus controversés de la série en raison de sa violence, et L'Homme à la cigarette.
Morgan et Wong deviennent ensuite les showrunners de Millennium, une autre série créée par Chris Carter, pour la deuxième saison de celle-ci. Ils donnent à cette série une toute nouvelle direction ainsi qu'une conclusion car son renouvellement est incertain. Finalement, la série est renouvelée pour une dernière saison mais Morgan et Wong la quittent pour se tourner vers le cinéma. Leur premier film, Destination finale (2000), remporte un succès inattendu au box-office et donne ainsi naissance à toute une série de suites, le duo signant d'ailleurs également le troisième volet (2006). Morgan se lance également dans la réalisation, mettant en scène les films d'horreur Willard (2003) et Black Christmas (2006), sur lesquels Wong est producteur. Morgan et Wong décident ensuite de se consacrer chacun de leur côté à leurs propres projets.
Morgan participe ensuite à la création de plusieurs séries mais aucune ne connaît le succès et elles sont toutes annulées au bout d'une saison. En 2016, Morgan revient à la série qui l'a rendu célèbre à l'occasion du retour de X-Files sous la forme de sa 10e saison. Morgan scénarise et réalise le quatrième épisode. Il fait de même pour le 2e épisode de la 11e saison.

### Vie privée
Après un premier mariage dont il a eu une fille, Glen Morgan est marié depuis 1998 avec l'actrice Kristen Cloke, qu'il a rencontrée sur le plateau de la série Space 2063. Ils ont deux enfants.

## Filmographie

### Réalisateur
- 2003 : Willard
- 2006 : Black Christmas
- 2016 : X-Files (saison 10 épisode 4)
- 2018 : X-Files (saison 11 épisode 2)

### Scénariste
- 1985 : De sang-froid (The Boys Next Door)
- 1989 : Booker (série télévisée, saison 1 épisode 10)
- 1989-1990 : 21 Jump Street (série télévisée, 11 épisodes)
- 1991-1993 : L'As de la crime (série télévisée, 8 épisodes)
- 1993-1997 : X-Files (série télévisée, 15 épisodes)
- 1995-1996 : Space 2063 (série télévisée, 10 épisodes)
- 1996-1998 : Millennium (série télévisée, 15 épisodes)
- 2000 : Destination finale (Final Destination)
- 2000 : Les Médiums (série télévisée, 5 épisodes)
- 2001 : The One
- 2003 : Willard
- 2006 : Destination finale 3 (Final Destination 3)
- 2006 : Black Christmas
- 2010 : Tower Prep (série télévisée, 2 épisodes)
- 2012 : The River (série télévisée, saison 1 épisode 3)
- 2014 : Those Who Kill (série télévisée, 4 épisodes)
- 2014 : Intruders (série télévisée, 8 épisodes)
- 2016 : X-Files (saison 10 épisode 4)
- 2018 : X-Files (saison 11 épisode 2)
- 2019 : La quatrième dimension (3 épisodes)

### Producteur
- 1991-1993 : L'As de la crime (série télévisée)
- 1995-1996 : Space 2063 (série télévisée)
- 1993-1997 : X-Files (série télévisée)
- 1996-1998 : Millennium (série télévisée)
- 2000 : Destination finale (Final Destination)
- 2000 : Les Médiums (série télévisée)
- 2001 : The One
- 2003 : Willard
- 2006 : Destination finale 3 (Final Destination 3)
- 2006 : Black Christmas
- 2016 : X-Files (série télévisée)

### Acteur
- 1986 : Trick or Treat : Roger Mockus